# IJzerlaanbrug
De IJzerlaanbrug was een liggerbrug in het Antwerpse district Merksem over het Albertkanaal en over spoorlijn 220 (Y Noorderlaan - Merksem). De brug was een deel van de N1 tussen Antwerpen en de Nederlandse grens. De brug bestond uit drie overspanning: twee zijoverspanningen van 16,5 m elk en een middenoverspanning over het kanaal van 37,7 m. De plaats is tot de verbreding van het kanaal op die plaats nog steeds een flessenhals voor het scheepvaartverkeer, dat slechts beurtelings kan passeren.

## Verschillende namen
De IJzerlaanbrug werd ook wel IJzerbrug of (zoals er onderaan op stond geschilderd) IJserbrug genoemd.

## Masterplan
In het kader van het Masterplan Mobiliteit Antwerpen voor een betere bevaarbaarheid van het Albertkanaal door containerschepen worden de bruggen tussen de Haven van Antwerpen en de aansluiting met het Kanaal Dessel-Turnhout-Schoten verhoogd tot een doorvaarthoogte van minstens 9,10 meter en wordt het kanaal verbreed tot 63 meter. Ook de IJzerlaanbrug zou verhoogd en verlengd moeten worden, maar door de nabijheid van het viaduct van Merksem komt de vrije hoogte op de brug in het gedrang. De brug werd daarom in het weekend van 29 en 30 april 2017 afgebroken en vervangen door een fietsers- en voetgangersbrug.
De huidige functie, doorgaand verkeer tussen Merksem en Antwerpen, wordt dan overgenomen door de Noorderlaanbrug, en in mindere mate ook door de Gabriël Theunisbrug, aangezien deze laatste wordt omgevormd voor lokaal verkeer en openbaar vervoer.
Op 28 november 2016 werd de IJzerlaanbrug definitief afgesloten voor autoverkeer. Op 4 december 2016 werd de nieuwe fietsbrug op zijn plaats gezet. De fietsbrug, die de Diabolofietsbrug over de E19 in Machelen opvolgt als langste van Vlaanderen, werd in april 2017 in gebruik genomen. Daarna werd de oude IJzerlaanbrug afgebroken. Met het verdwijnen van de brug kon het einde van de Singel (de Slachthuislaan) volwaardig aansluiten op de IJzerlaan.